# Elbebrücken Niederwartha

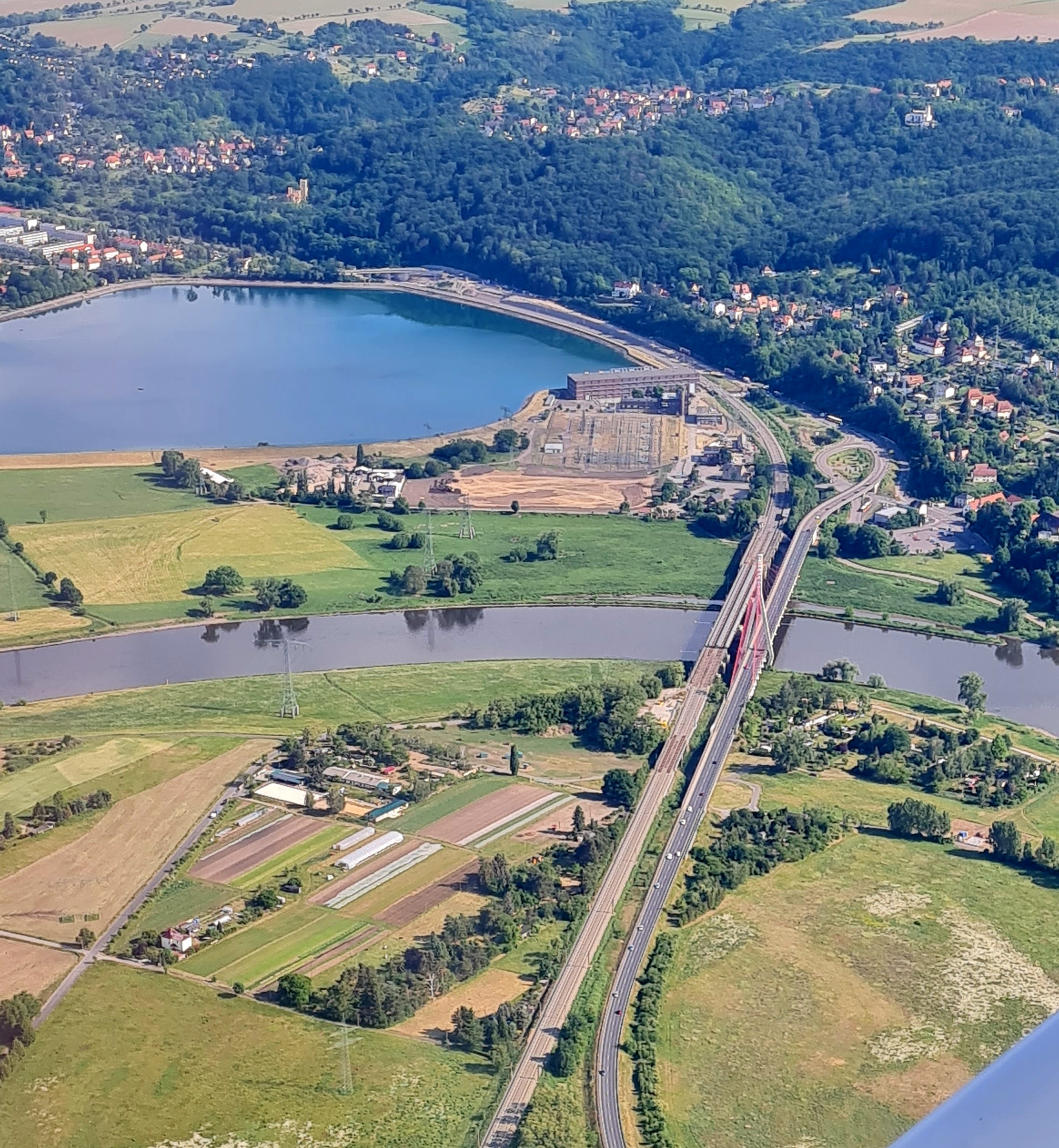
Luftbild der Elbbrücken (von Norden). Links die Eisenbahn-, rechts die Straßenbrücke.

Die Elbebrücken Niederwartha sind eine über die Elbe führende Eisenbahnbrücke und eine Straßenbrücke, die parallel im lichten Abstand von 10 m den Dresdner Ortsteil Niederwartha mit Radebeul-Kötzschenbroda verbinden.

## Eisenbahnbrücke
| Eisenbahnbrücke Niederwartha | Eisenbahnbrücke Niederwartha |
| ---------------------------- | ---------------------------- |
|                              |                              |
| Technische Daten             |                              |
| Länge                        | 353,6 m                      |
| max. Stützweite              | 64 m                         |
| Überbaubreite                |                              |
| Überbauhöhe                  | 3,37 m                       |
| System                       | Stahlhohlkastenbalken        |

Beim Bau der Berlin-Dresdner Eisenbahn entstand zwischen den Jahren 1873 und 1875 die zweigleisige Eisenbahnüberführung. Drei halbparabelförmige Rautenträgerbrücken aus Stahl mit Stützweiten von je 62 m überspannten die Elbe, im Vorland standen 13 Balkenbrücken mit parallelen Fachwerkträgern von jeweils 21 m Weite. Bis 1945 wurde die Brücke auch vom Straßenverkehr genutzt.
Am Tag der deutschen Kapitulation, dem 8. Mai 1945, wurde die Brücke um 2 Uhr von einem deutschen Wehrmachtskommando und einer SS-Einheit gesprengt, um das Übersetzen sowjetischer Stoßtrupps zu verhindern. Nur der stromabwärts gelegene, zweite Überbau blieb stark beschädigt stehen und konnte noch durch Fußgänger benutzt werden. Am 31. Juli 1945 sollte versuchsweise ein unbesetzter Personenzug die gesperrte Brücke überqueren, doch die Brücke stürzte mit dem Zug in die Elbe. Dabei starben der Heizer Mohr und ein unbekannter sowjetischer Soldat, der Lokführer Haun überlebte zu seinem Unglück, da er anschließend wegen Sabotage trotz Gnadengesuchs durch 1800 Dresdner Eisenbahner in einem sowjetischen Lager inhaftiert wurde, wo er kurze Zeit später starb. Die Elbquerung wurde durch eine provisorische Fußgänger-Hängebrücke wieder hergestellt und einige Zeit später durch die Einrichtung einer Fährstelle wieder möglich gemacht. Am 13. April 1946 war ein Gleis über das Bauwerk soweit provisorisch wiederhergestellt, dass es wieder befahren werden konnte. In diesem Zustand blieb die Brücke 37 Jahre lang bis 1983.
Zwischen 1977 und 1983 wurde die alte Brücke durch eine neue Konstruktion ausgetauscht, welche außer für zwei Gleise auch für einen Fuß- und Radweg ausgelegt wurde. Es entstand auf den alten Pfeilern eine 353,5 m lange Balkenbrücke mit den Stützweiten 22,75 m + 2 × 23,00 m + 23,50 m + 3 × 64,00 m + 23,50 m + 23,00 m + 22,75 m. Über der Elbe sind die zwei Überbauten als 192 m lange Durchlaufträger ausgebildet. Sie bestehen aus dreizelligen Stahlhohlkästen mit 3,37 m Konstruktionshöhe. Die Vorlandbrücken wurden mit Spannbetonfertigteilen ausgeführt.

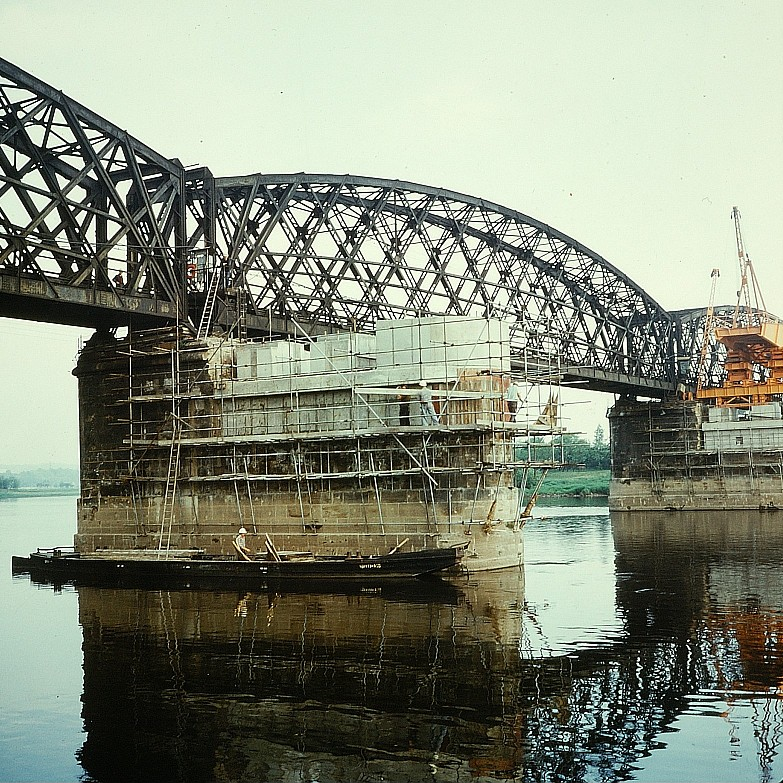
Alter Brückenüberbau
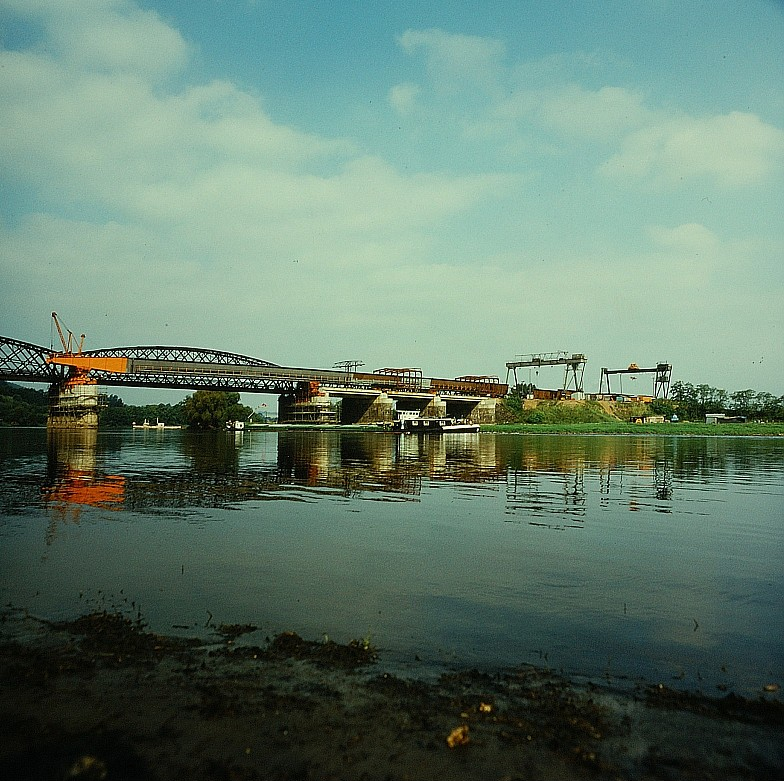
Überbaueinschub 1980
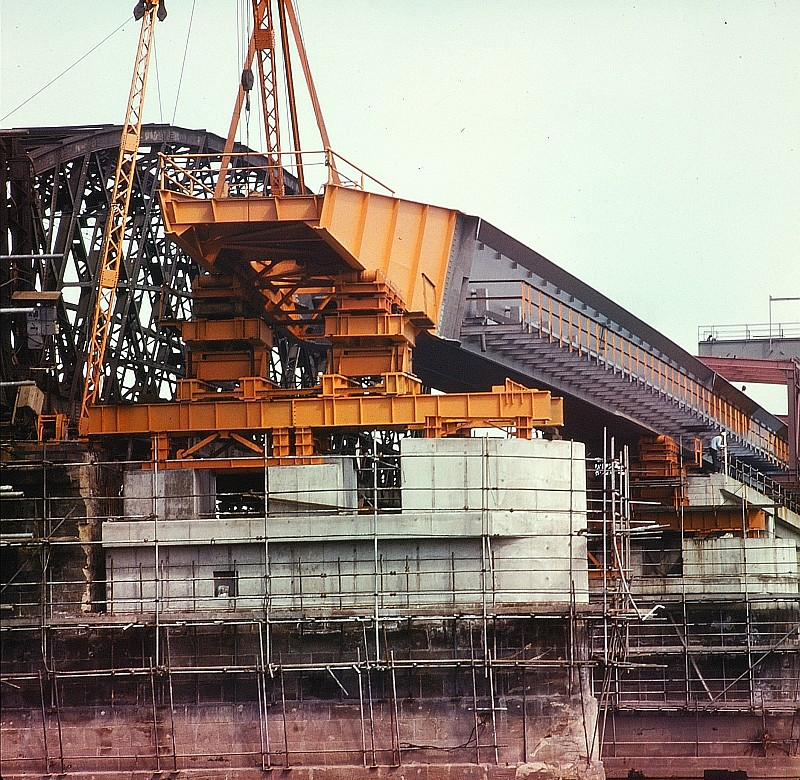
Vorschubschnabel

## Straßenbrücke
| Straßenbrücke Niederwartha | Straßenbrücke Niederwartha |
| -------------------------- | -------------------------- |
|                            |                            |
| Technische Daten           |                            |
| Länge                      | 366 m                      |
| max. Stützweite            | 192 m                      |
| Überbaubreite              | 12,5 m                     |
| Überbauhöhe                | 2,0 m                      |
| Bewehrung                  | 1459 t                     |
| Brückenfläche              | 4575 m²                    |
| System                     | Schrägseilbrücke           |

Im Zuge des Neubaus der Staatsstraße 84 zwischen Niederwartha und Meißen wurde die Elbebrücke stromabwärts der Eisenbahnbrücke errichtet. Das Bauwerk weist zwei Fahrstreifen auf. Für Fußgänger und Radfahrer ist weiterhin die Überquerung der Elbe auf der benachbarten Eisenbahnbrücke vorgesehen. Baubeginn der ersten Schrägseilbrücke Sachsens war im Jahr 2006, Ende 2008 wurde die 192 m lange Hauptbrücke fertiggestellt. Die Kosten betrugen ungefähr 20 Millionen Euro.
Am 12. Dezember 2011 wurde die Brücke für den Verkehr freigegeben. Aus Gründen des Hochwasserschutzes waren umfangreiche nachträgliche Umplanungen mit Arbeiten an einer benachbarten Vorlandbrücke (Verlängerung von 68 m auf 112 m) und an der Straßenanbindung erforderlich, die die Inbetriebnahme verzögerten.
Die Stahlkonstruktion der Elbebrücke besitzt im Seitenfeld eine Stützweite von 82,5 m und ist mit einer Hauptöffnung von 192 m die längste Schrägseilbrücke Deutschlands in Verbundbauweise. Die Pfeiler stehen in der Flucht mit denen der Eisenbahnbrücke. Die Stützweiten betragen bei den Vorlandbrücken 22,0 m im Randfeld sowie 23,0 m in den beiden folgenden Feldern und abschließend 23,5 m (22,0 + 23,0 + 23,0 + 23,5 + 192,0 + 82,5 m). Die Brücke hat einen am rechten Elbufer angeordneten Pylon mit einer Höhe von 77,25 m über Gelände, der für Revisionsgänge mittels Leitern und Plattformen von innen begehbar ist. Lasten und Werkzeuge für die Wartung können mittels eines Lastenaufzugs, der sich im oberstromseitigen Pylonstiel befindet, befördert werden. Über den Pylon wird der 2,0 m hohe Überbau durch neun Seilpaare abgespannt. In der Hauptöffnung besteht der Überbau aus einem Stahlverbundquerschnitt mit zwei 1,7 m hohen stählernen Hauptträgern und der 30 cm dicken Fahrbahnplatte. Seitenfeld und die Vorlandbrücken wurden in Stahlbeton ausgeführt.

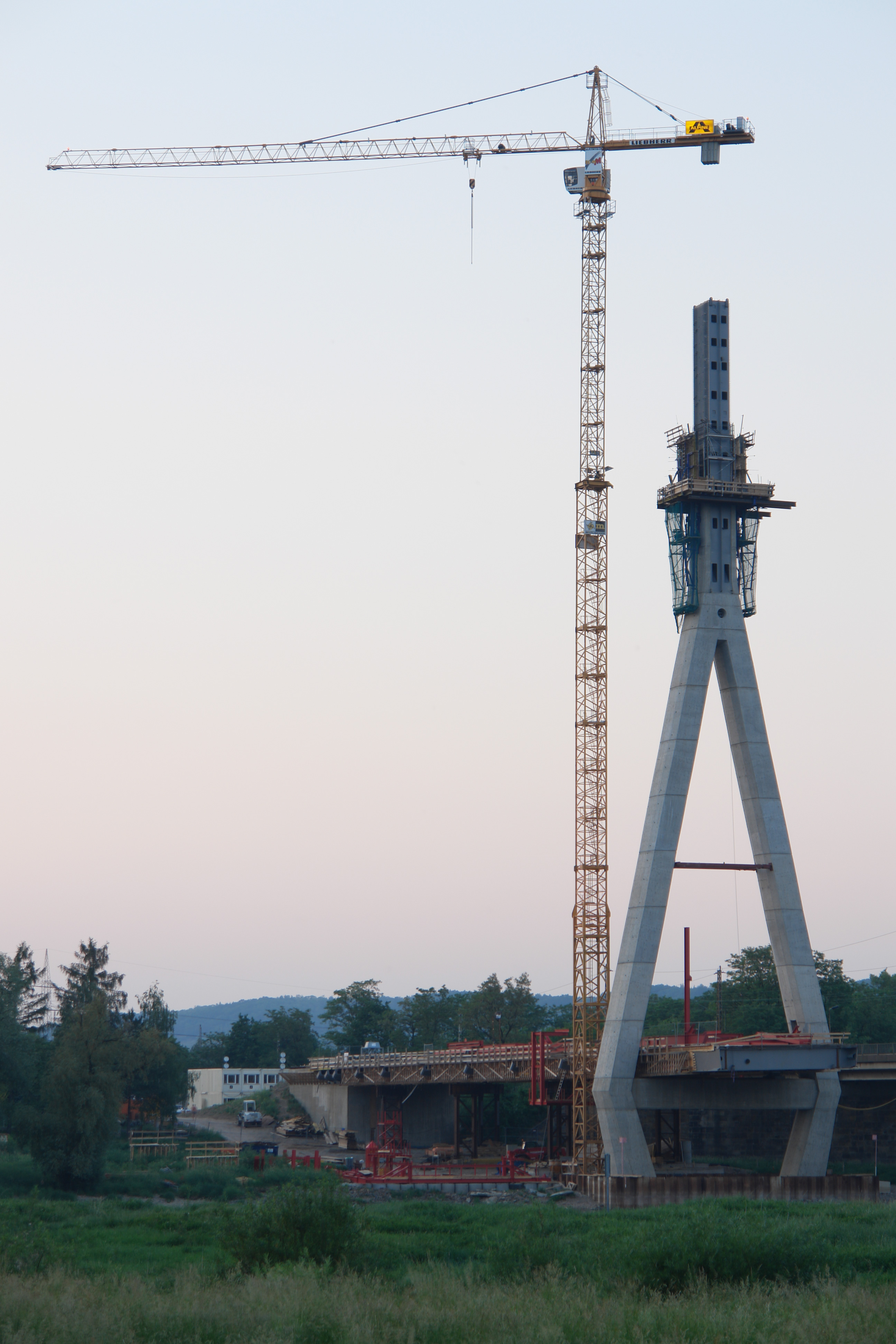
Bauzustand Mai 2007
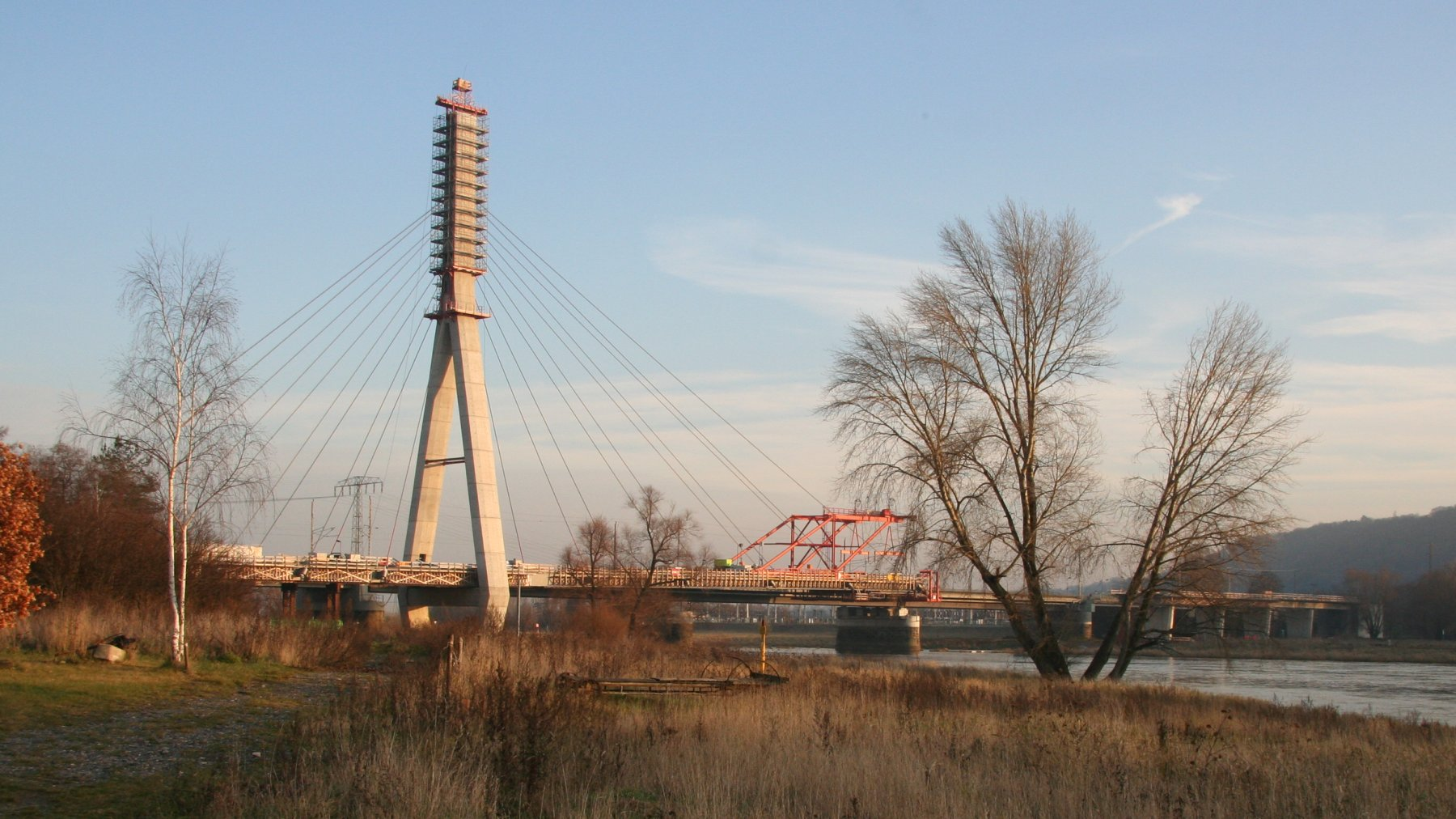
Bauzustand Ende November 2007
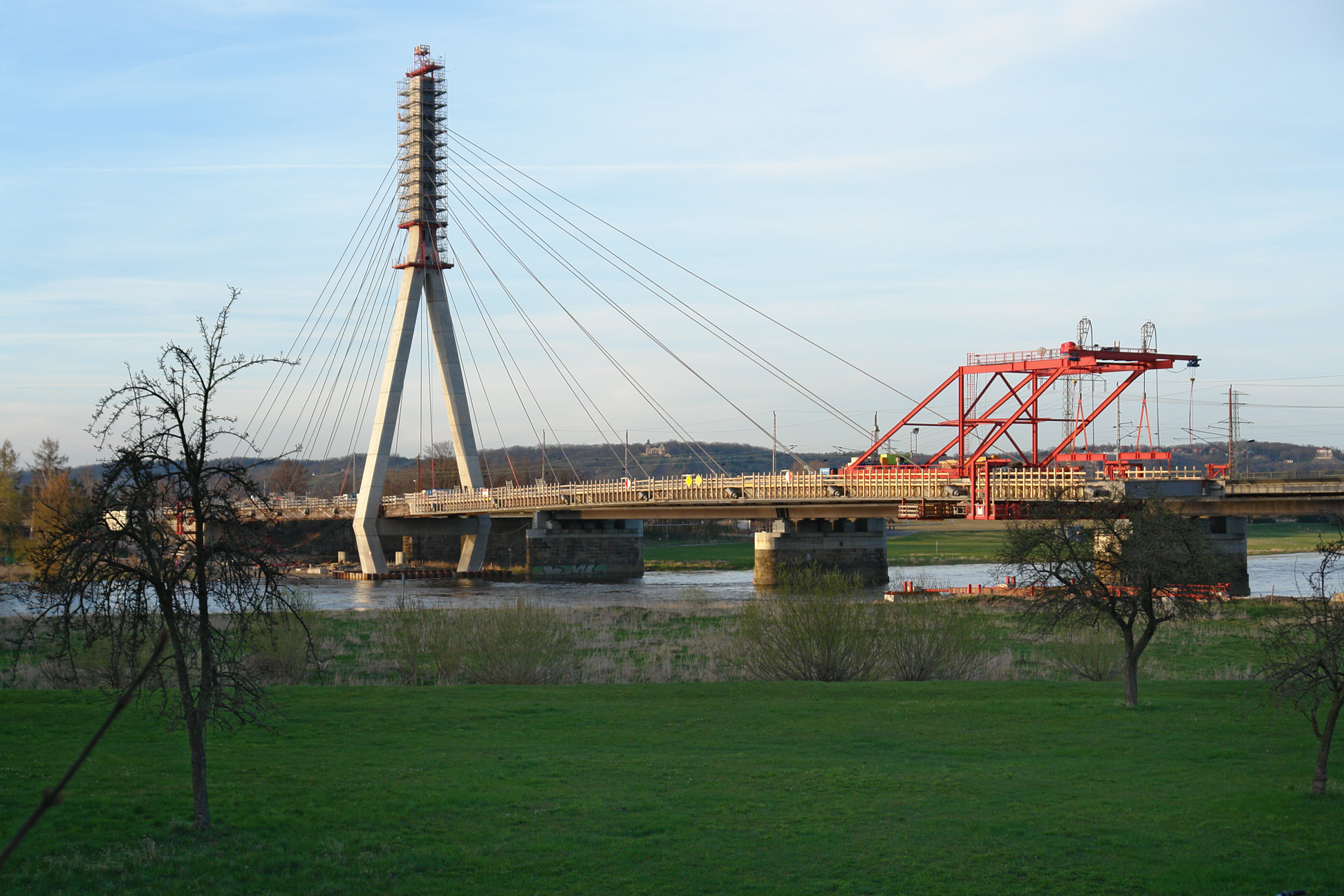
Bauzustand März 2008
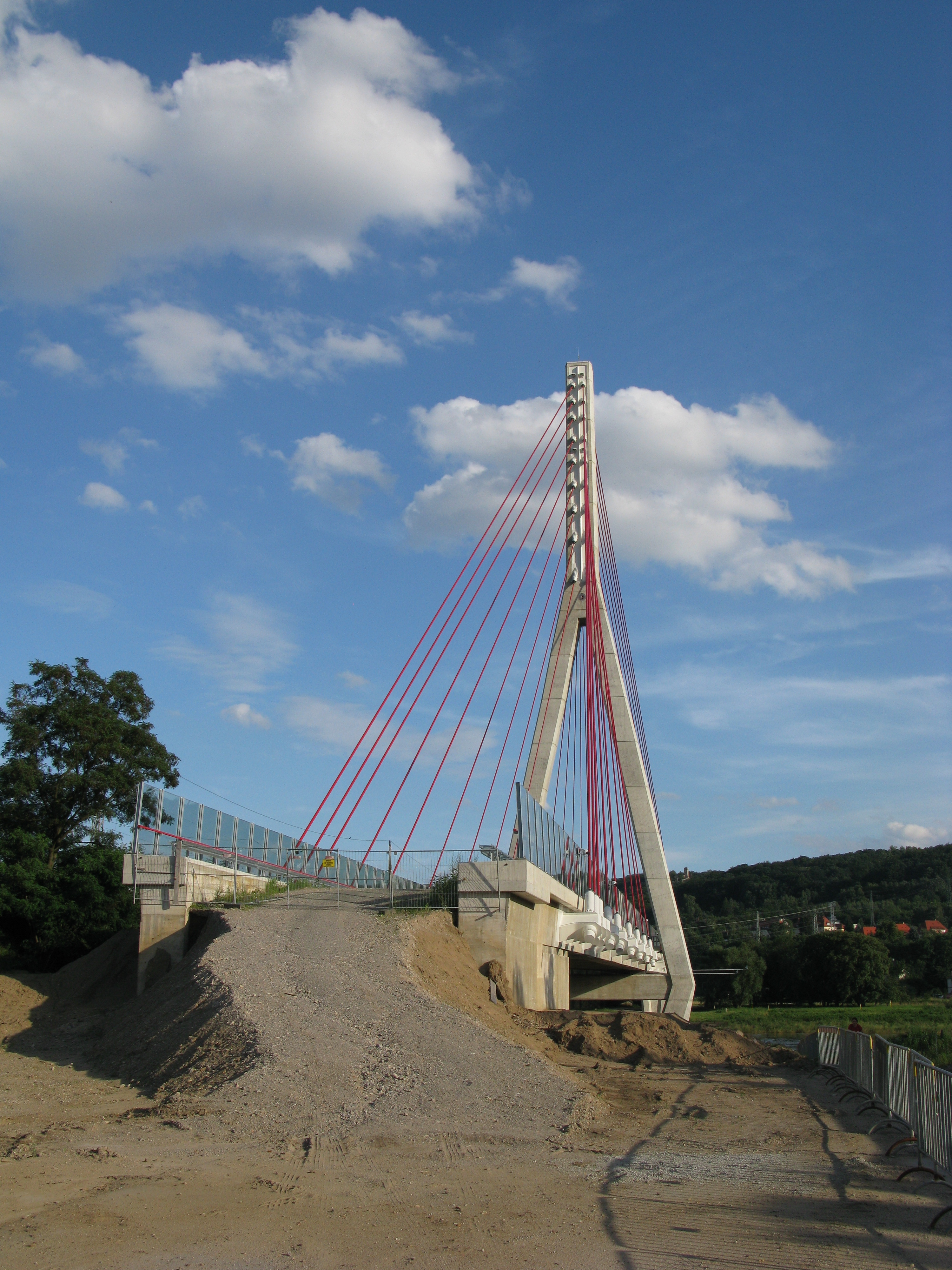
Bauzustand Juli 2009, es fehlen die Zufahrten zur fertiggestellten Brücke (hier: von Norden)
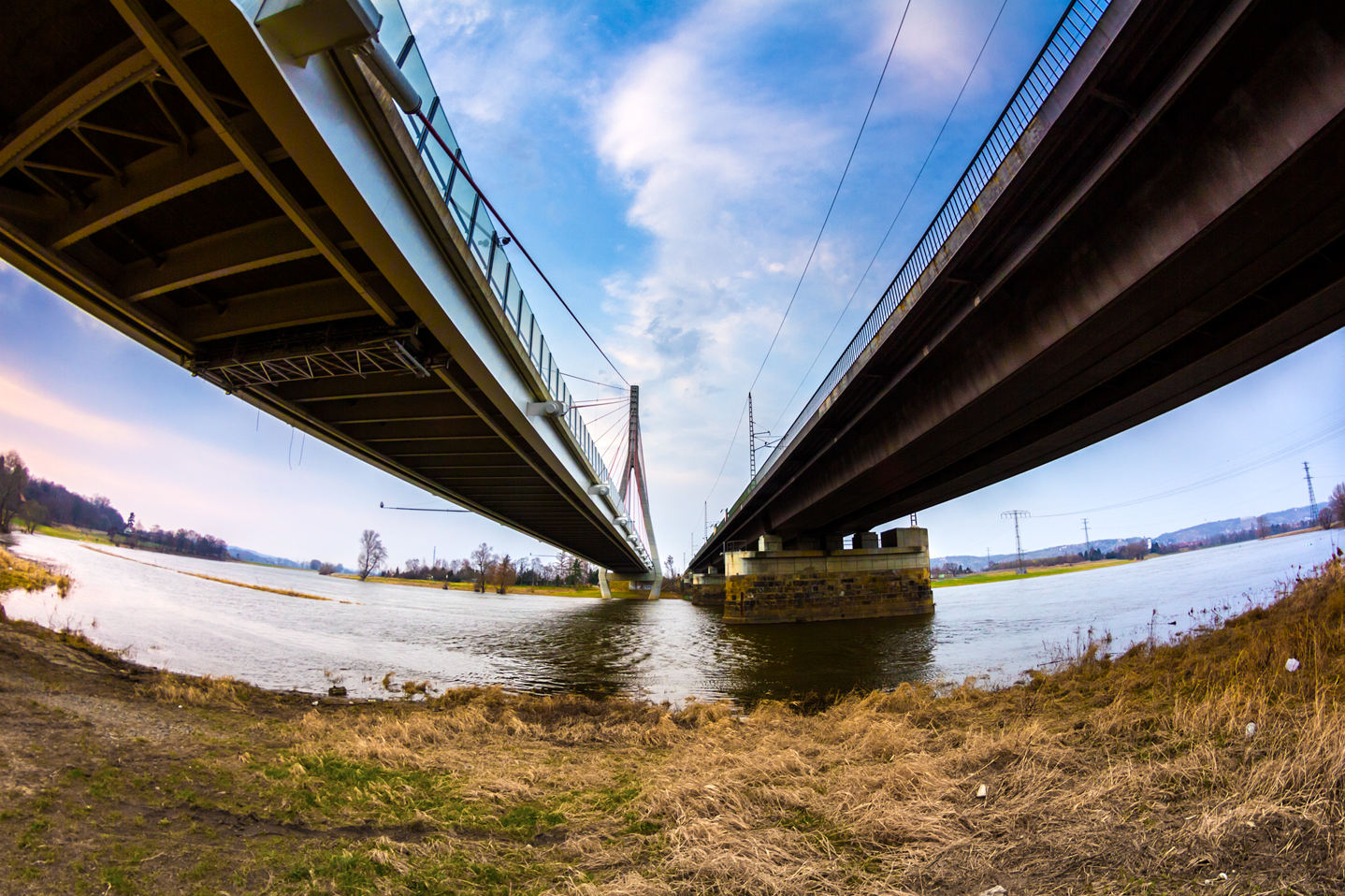
Straßen- und Eisenbahnbrücke verlaufen parallel zueinander